# Octopus (chanson)
Pour les articles homonymes, voir Octopus (homonymie).
Octopus est une chanson de Syd Barrett sortie en novembre 1969 en disque 45 tours, puis sur l'album The Madcap Laughs en janvier 1970.
Son titre original lors de l'enregistrement était Clowns and Jugglers.
Le titre a été coproduit par Syd Barrett et par David Gilmour, qui l'avait remplacé au sein du groupe Pink Floyd en tant que guitariste. Il rencontre un succès commercial modéré au Royaume-Uni (quarantième au niveau des ventes).
Un exemplaire du 45 tours original, rare et recherché par les collectionneurs, a atteint la somme record de 10 500 euros lors d'une vente aux enchères en 2016,. La pochette originale représente une pieuvre stylisée, on ignore qui est l'auteur du dessin.

## Musiciens
- Syd Barrett, chant, guitare acoustique et électrique, production
- David Gilmour, guitare basse, batterie, coproducteur

## Reprises
Le titre apparaît sur l'album Octopus: The Best of Syd Barrett en 1992 et The Best of Syd Barrett: Wouldn't You Miss Me? en 2001.
Il a été inclus dans l'album A Breath of Fresh Air – A Harvest Records Anthology 1969–1974  en 2007.